# Shot at the Night
Shot at the Night is een nummer van de Amerikaanse band The Killers uit 2013. Het verscheen als een van de twee nieuwe nummers op hun tweede verzamelalbum Direct Hits, waarvan het de eerste single was.
"Shot at the Night" heeft een geluid dat doet denken aan de synthpop en de new wave uit de jaren '80. Het nummer werd geproduceerd door Anthony Gonzalez van de Franse band M83. In Amerika flopte het nummer, maar in het Verenigd Koninkrijk werd het nummer wel een hit met een 23e positie. Ook in Nederland bereikte het nummer geen hitlijsten, terwijl in Vlaanderen de 11e positie in de Tipparade werd gehaald.